# フェリペ・ポエ

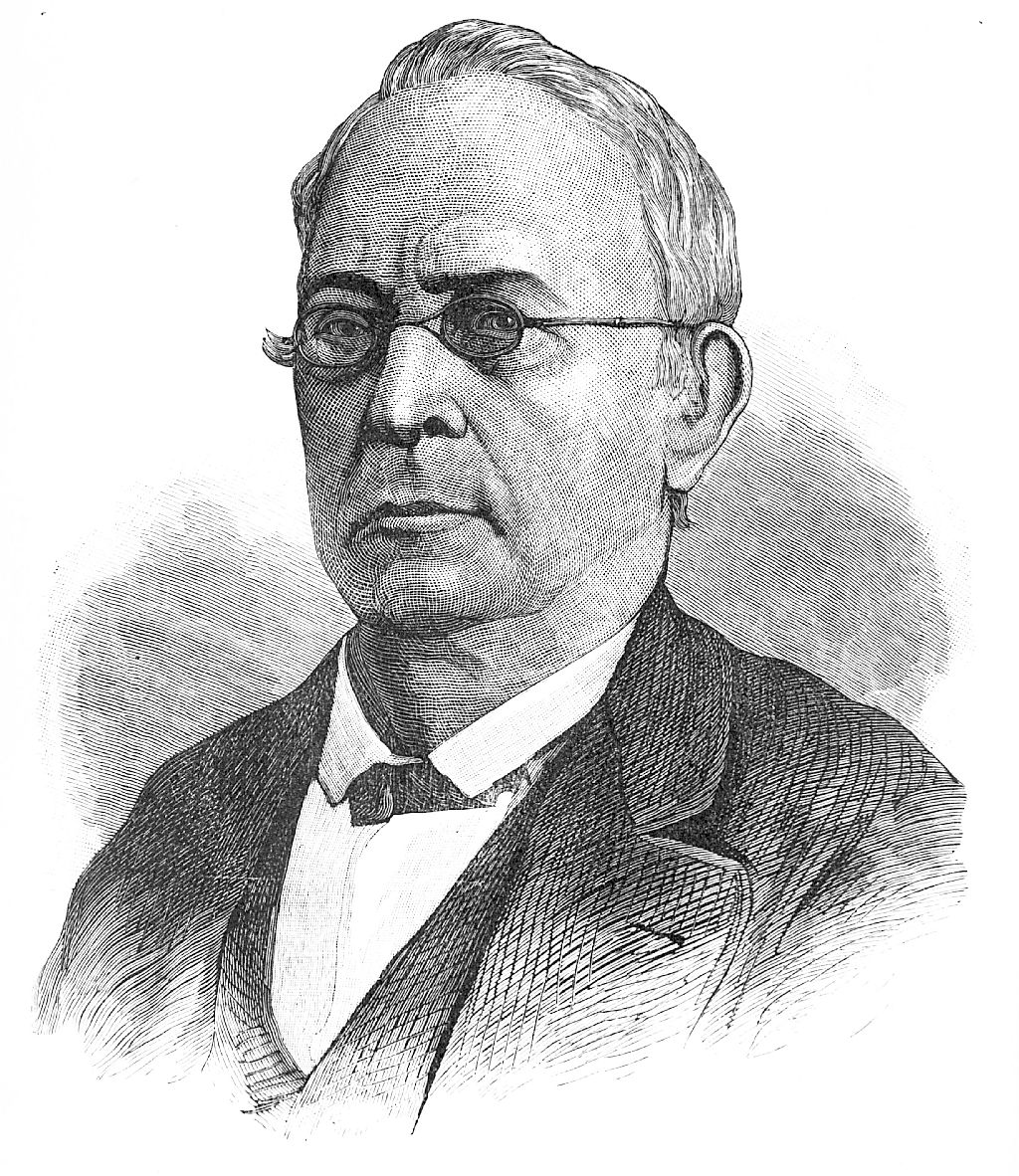
Felipe Poey y Aloy

フェリペ・ポエ（Felipe Poey y Aloy、1799年5月26日 - 1891年1月28日）は、キューバの動物学者である。

## 生涯
ハバナに、フランス人とスペイン人の両親の元に生まれた。子供時代をフランスのポーで過ごし、マドリードで法律を学んだ。スペインで弁護士となったが、自由思想の持ち主であったために、スペインを追われ、1823年にキューバに戻った。博物学の研究を始め、1925年にフランスに渡り、キューバの蝶についての著作を始め、魚類の知識を得て、後にジョルジュ・キュビエとアシル・ヴァランシエンヌにキューバの魚類標本を送った。フランス昆虫学会（Société Entomologique de France）の創立に参加した。
1833年にキューバに戻り、1839年に自然史博物館を設立した。1842年にハバナ大学の最初の動物学、比較解剖学の教授となった。ハバナ科学アカデミーを創立し、人類学会を創立し会長を務めた。
1974年に生誕175年を記念して記念切手が発行され、1999年にも生誕200年を記念して魚類の図とともに記念切手が発行された。